# Notropis xaenocephalus
Notropis xaenocephalus är en fiskart som först beskrevs av David Starr Jordan, 1877.  Notropis xaenocephalus ingår i släktet Notropis och familjen karpfiskar. Inga underarter finns listade i Catalogue of Life.